# Anjos e Vilar do Chão
Anjos e Vilar do Chão (oficialmente: União das Freguesias de Anjos e Vilar do Chão)é uma freguesia portuguesa do município de Vieira do Minho, com 24,99 km² de área e 565 habitantes (censo de 2021). A sua densidade populacional é 22,6 hab./km².

## História
Foi criada aquando da reorganização administrativa de 2012/2013, resultando da agregação das antigas freguesias de Anjos e Vilar Chão.

## Demografia
A população registada nos censos foi:
| Distribuição da População por Grupos Etários | Distribuição da População por Grupos Etários | Distribuição da População por Grupos Etários | Distribuição da População por Grupos Etários | Distribuição da População por Grupos Etários | Distribuição da População por Grupos Etários |
| -------------------------------------------- | -------------------------------------------- | -------------------------------------------- | -------------------------------------------- | -------------------------------------------- | -------------------------------------------- |
| Antes da agregação                           |                                              |                                              |                                              |                                              |                                              |
| Ano                                          | 0-14 anos                                    | 15-24 anos                                   | 25-64 anos                                   | >= 65 anos                                   | Total                                        |
| 2001                                         | 116                                          | 97                                           | 337                                          | 156                                          | 706                                          |
| 2011                                         | 61                                           | 70                                           | 309                                          | 149                                          | 589                                          |
| Após a agregação                             |                                              |                                              |                                              |                                              |                                              |
| Ano                                          | 0-14 anos                                    | 15-24 anos                                   | 25-64 anos                                   | >= 65 anos                                   | Total                                        |
| 2021                                         | 40                                           | 41                                           | 303                                          | 181                                          | 565                                          |